# Larissa Robitschko
Larissa Robitschko (* 1997) ist Moderatorin und Miss Austria 2019.

## Leben
Larissa Robitschko wuchs im oststeirischen Hartberg auf und wurde nach der Wahl zur Miss Styria im April 2019 in Wels zur Miss Austria 2019 gewählt. Sie ist die Nachfolgerin von Izabela Ion und die erste Gewinnerin aus der Steiermark seit Dagmar Perl 1995. Die Steirerin nahm jedoch an keinem internationalen Schönheitswettbewerb teil. Sie ist die am längsten amtierende Miss Austria (Stand: 2022) der Geschichte, da wegen der andauernden COVID-19-Pandemie zwei Jahre lang kein Wettbewerb stattfinden konnte. Im August 2021 wurde sie von der Linzerin Linda Lawal abgelöst, deren Wahl Robitschko gemeinsam mit Norbert Oberhauser moderierte.
Robitschko hat Transkulturelle Kommunikation in Graz studiert. Sie arbeitet mittlerweile als Moderatorin und Reporterin für den ORF.